# Onorato Fava
Pour les articles homonymes, voir Fava.
Onorato Fava, né le 7 juillet 1859 à Collobiano et mort le 23 septembre 1941 à Naples, est un écrivain italien.

## Biographie
Onorato Fava est élève de Francesco de Sanctis à l'université de Naples. Il entre comme employé à la Banco di Napoli puis devient professeur de littérature italienne. Il exerce dans divers collège durant 36 ans.
Correspond de La Muse à Paris dès 1877, il fonde le périodique Lo Studente et écrit des articles dans la Gazzetta Letteraria di Torino où plusieurs de ses nouvelles sont publiées. En 1880, il participe à un concours des meilleurs nouvelles qu'il gagne avec Provvidenza. Il fonde aussi avec Salvatore Di Giacomo le périodique littéraire Fantasio.
En 1885, il publie le recueil de nouvelles Vita napoletana suivi par d'autres titres mais c'est en 1889 qu'il obtient le succès avec un livre pour enfants nommé Granellin de Pepe. Il remporte avec ce titre une médaille d'or à l'Exposition internationale d'Édimbourg et une médaille d'argent à l'Exposition internationale de Paris.
Il rencontre en 1888 Giosuè Carducci qui l'introduit dans les salons littéraires et, dans l'un d'eux à Naples, la peintre Clara Masucci qu'il épouse en 1891.
Médaille d'argent de l'éducation populaire en juillet 1892, il représente l'Italie au Congrès littéraire international d'Anvers en 1894.

## Hommage
Une école de Naples porte son nom depuis 1923.